# Бітчимшур
Бітчимшу́р (рос. Битчимшур) — присілок в Балезінському районі Удмуртії, Росія.

## Населення
Населення — 43 особи (2010; 43 в 2002).
Національний склад станом на 2002 рік:
- росіяни — 61 %
- удмурти — 37 %